# شبکه تلویزیونی روستای کارآباد
شبکهٔ تلویزیونی روستای کارآباد نام یک مجموعهٔ تلویزیونی ایرانی به کارگردانی «محمدرضا پاسدار» است که در سال ۱۳۶۶ تهیه و از شبکه ۱ سیمای جمهوری اسلامی ایران  پخش گردید.

## خلاصه داستان
روستاییان تصمیم می‌گیرند یک شبکه تلویزیونی برای خود تأسیس کنند تا برنامه‌هایی را مطابق میلشان تولید و پخش کنند. رئیس این شبکه «مش حسن» است که پسرش بدلیل علاقهٔ زیاد به مجری‌گری، تلاش می‌کند بهر طریق که شده در این شبکه تلویزیونی، مجری شود...
این مجموعه تلویزیونی مشتمل بر بخشهایی نظیر استخدام بازیگر برای شبکهٔ کارآباد، استخدام بازیگر برای نقش بنگاهی، بخش کودکان، اخبار به شیوهٔ روستایی، کاریکاتورهایی از خوانندگان و غیره است و با زبان طنز، مشکلات روستاییان را مطرح و دلایل مهاجرت آنان به شهر را بررسی می‌کند.

## بازیگران
- احمد مندوب هاشمی در نقش «نقدعلی‌بابا»
- محمد شیری
- احمد هاشمی
- مرتضی ضرابی
- نیاز سلیمی
- شاپور شهیدی
- مرتضی اردستانی
- جعفر بهبود
- بهروز مقدم
- شهریار عالمی
- فرهاد پوراعظم